# Stimmungsring

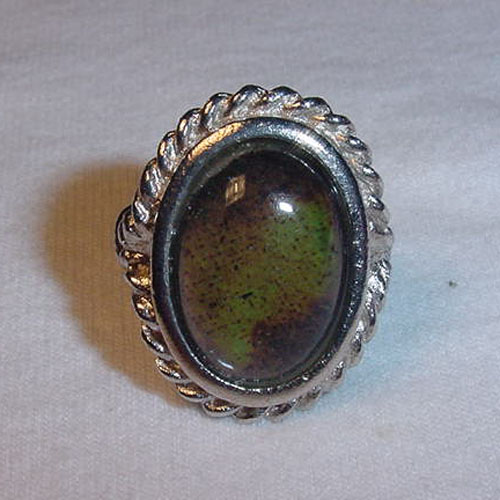
Ein mäßig gut gelaunter Stimmungsring.

Der Stimmungsring ist ein Schmuckstück, das um das Jahr 1975 für kurze Zeit in Mode war.
Es handelt sich dabei um einen Ring, in den mit Quarz versiegelte thermochrome Kristalle eingelassen sind. Die mit der Körpertemperatur wechselnde Farbe soll den Herstellerangaben zufolge die jeweilige Gemütslage des Ringträgers anzeigen.